# Paracinipe luteipes
Paracinipe luteipes är en insektsart som beskrevs av Marius Descamps och Mounassif 1972. Paracinipe luteipes ingår i släktet Paracinipe och familjen Pamphagidae. Inga underarter finns listade i Catalogue of Life.